# Godzilla vs Kong
Ne doit pas être confondu avec King Kong contre Godzilla.
Série MonsterVerse
Godzilla 2 : Roi des monstres
(2019) Godzilla x Kong : Le Nouvel Empire
(2024)
Pour plus de détails, voir Fiche technique et Distribution.
Godzilla vs Kong (Godzilla vs. Kong) est un film de science-fiction américain réalisé par Adam Wingard et sorti en 2021. Trente-septième film mettant en scène Godzilla et neuvième mettant en scène King Kong, il s'agit du quatrième opus de l'univers de fiction MonsterVerse de Legendary Pictures, après Godzilla (2014), Kong: Skull Island (2017) et à Godzilla 2 : Roi des monstres (2019).
Le film se déroule cinq ans après les évènements qui ont vu Godzilla triompher de King Ghidorah. Cependant, alors que la réapparition des titans donnait des résultats bénéfiques pour la planète, contre toute attente, Godzilla semble se retourner contre l'Humanité et détruit tout sur son passage. Dépassée par les évènements, l'organisation Monarch décide de faire appel à Kong, l'unique titan restant qui ne soit pas soumis à Godzilla. Ce dernier, forcé par les humains mais s'étant juré de protéger une jeune fille, est désormais le dernier espoir de l'Humanité et va devoir embrasser l'héritage de son espèce en affrontant Godzilla. Cependant, Mechagodzilla, qui est à l'origine des événements, semble se mouvoir, décidé à éradiquer les Titans.
Le film sort tout d'abord au cinéma dans plusieurs pays asiatiques (Hong Kong, Indonésie, Inde, Singapour, Taïwan). Il sort ensuite aux États-Unis, en simultané au cinéma et sur la plateforme HBO Max.

## Synopsis
Au cours des cinq années qui ont suivi son affrontement avec Ghidorah, Godzilla a maintenu la paix entre les humains et les titans et n'a plus réapparu. L'ingérence de Monarch depuis des années sur l'île du Crâne a fini par provoquer des ravages. Entre 2014 et 2024, les Iwis furent décimés par une tempête. Kong sauva Jia, une fillette sourde et dernière des Iwis de la tempête, et les deux sont devenus amis. La jeune fille fut ensuite recueillie par le Dr Ilene Andrews, présente depuis dix ans sur l'île. Kong et Godzilla sont tous deux des titans alpha et leurs ancêtres étaient autrefois ennemis. Pour éviter leur affrontement, Monarch a confiné Kong dans un dôme géant sur l'île. Le titan a bien grandi depuis 1973.
Bernie Hayes, un employé d'Apex Cybernetics (une société de robotique) et animateur du Podcast Vérité Titan, exfiltre des informations suggérant des activités sinistres contre les titans dans une installation de l'entreprise Apex de Pensacola, en Floride, lorsque Godzilla attaque soudainement. Profitant de la confusion, Bernie découvre un dispositif secret non identifié sur lequel Apex travaille.
En Floride, Madison Russell, fille du Dr Mark Russell (scientifique membre de Monarch) et fan du podcast de Bernie, se rend au camp d'urgence de Monarch installé à Pensacola. Elle cherche à convaincre son père que Godzilla n'a pas attaqué la base d'Apex sans raison. Cependant, Mark, tout comme le reste du monde, est persuadé que Godzilla est devenu une menace.
Walter Simmons (le PDG d'Apex) et Ren Serizawa, fils du Dr Ishiro Serizawa, se rendent dans une université de science théorique à Philadelphie en Pennsylvanie pour recruter le Dr Nathan Lind, un ancien scientifique de Monarch devenu un théoricien de la Terre creuse. Selon la théorie de ce dernier, cet endroit inexploré serait le berceau de tous les titans. Ils présentent à Nathan une imagerie magnétique de la Terre via l'un des nouveaux satellites d'Apex et prouvent l'existence de la Terre creuse. Nathan constate qu'une puissante source d'énergie alimente cet endroit. Walter et Ren veulent que Nathan les mène à cette énergie pour qu'Apex puisse l'exploiter et créer une arme capable d'affronter Godzilla. Nathan est d'abord hésitant, puisque son frère est mort lors d'une tentative de pénétration vers la Terre creuse à cause d'une inversion gravitationnelle. Pour le convaincre, Walter révèle qu'Apex a développé des vaisseaux capables de résister à une telle inversion : les VATC (Véhicules aériens de la Terre creuse). Nathan se rend sur l'île du Crâne pour rencontrer Ilene et la persuade d'utiliser Kong comme guide vers la source d'énergie.
Nathan, Ilene et leur équipe montent à bord d'une barge modifiée. Escortés par des navires de l'US Navy, ils transportent un Kong enchaîné et sédaté. Maia, la fille de Walter, les rejoint. Ils se dirigent vers l'Antarctique, où se trouve un tunnel vers la Terre creuse. Ils découvrent que Jia et Kong peuvent communiquer en langue des signes.
Madison engage son ami Josh Valentine pour enquêter sur la cause de l'attaque de Godzilla. Ensemble, ils parviennent à trouver Bernie.
En mer de Tasmanie, Godzilla attaque la flotte et vainc Kong. Cependant, ce dernier fait le mort tandis que les navires coupent leurs moteurs. Godzilla, pensant être victorieux, s'éloigne de la zone. Pendant ce temps, Madison, Josh et Bernie se faufilent dans la base d'Apex détruite, découvrant une installation secrète profondément sous terre. Ils sont enfermés par inadvertance dans une navette et transportés dans un conteneur transportant des œufs de rampants du Crâne à travers un tunnel souterrain jusqu'au quartier général d'Apex à Hong Kong.
Réalisant que Godzilla continuera de chasser Kong s'il est considéré comme une menace, Nathan décide de transporter Kong dans un filet porté par des hélicoptères. Une fois en Antarctique, Jia convainc Kong d'entrer dans le tunnel vers la Terre creuse. Les humains suivent dans trois VATC. Dans la Terre creuse, ils trouvent un écosystème similaire à celui de l'île du Crâne. En chemin, Kong est attaqué par Nozuki et Warbat (des serpents volants). Un VATC est détruit en vol. Kong finit par les tuer.
Au QG d'Apex, Madison, Josh et Bernie s'immiscent involontairement dans un test de Mechagodzilla, piloté télépathiquement par Ren via les réseaux neuronaux du crâne de Ghidorah (dont la tête avait été récupérée par Alan Jonah cinq ans auparavant). Le test est interrompu en raison du manque de puissance énergétique de Mechagodzilla.
Dans la Terre creuse, Kong conduit les deux VATC dans ce qui semble être la salle du trône de ses ancêtres et trouve une immense hache. Des faucons de l'enfer sont suspendus au sommet de la salle. Pendant ce temps, Godzilla débarque à Hong Kong. Sur son trône, Kong découvre que la hache s'illumine de la même couleur que le souffle atomique de Godzilla. Il pose la hache dans un fossé ayant la forme de celle-ci et soudain, tout autour du trône apparaît un géoglyphe sous la forme de Godzilla. Les deux équipes découvrent qu'il s'agit du noyau d'énergie et que la hache peut en absorber les radiations pour se recharger.
Sentant la source d'énergie, Godzilla utilise son souffle atomique pour créer un trou vers la salle du trône de Kong. Maia extrait un échantillon du noyau et envoie la signature énergétique au QG d'Apex. Ilene tente de persuader Maia de ne pas piller cette énergie. C'est alors que Maia et son équipe se retournent contre eux. Soudain, à cause du tremblement causé par Godzilla, les faucons de l'enfer s'agitent et attaquent Kong, qui les repousse. Godzilla réussit à créer un tunnel entre Hong Kong et la salle du trône de Kong. Maia et son équipe tentent de s'échapper mais Kong bloque le passage. Ils utilisent l'armement de leur VATC contre Kong, mais ce dernier attrape leur VATC et l'écrase, les tuant sur le coup. Kong, Nathan, Ilene et Jia s'échappent par le trou vers Hong Kong. Godzilla et Kong se battent à nouveau. Kong finit par dominer Godzilla. Selon Lind, Kong a remporté le « deuxième round ». Cependant, ils se battent bientôt à nouveau et Godzilla prend le dessus, neutralisant Kong avec brutalité. Contre toute attente, bien que vainqueur de ce combat, Godzilla épargne Kong, possiblement impressionné par la bravoure de son adversaire qui s'effondre.
Dans le QG d'Apex, Ren prévient Walter qu'ils n'ont pas testé la nouvelle énergie, mais Walter ignore son avertissement et lui ordonne d'activer Mechagodzilla. Bernie, Madison et Josh sont arrêtés par la sécurité et amenés à Walter. Mechagodzilla dysfonctionne sous l'influence de la source d'énergie et des réseaux neuronaux de Ghidorah. Le Mecha se déconnecte du pilotage de Ren et devient indépendant. Il tue Walter devant le trio alors que celui-ci avait commencé à expliquer son plan machiavélique. Simultanément, Ren, toujours intégré aux réseaux neuronaux de Ghidorah, est tué par une très forte électrocution.
Le titan alpha d'Apex émerge du pic Victoria en utilisant son souffle de proton. Il attaque la ville et Godzilla fonce sur lui. Josh essaie en vain de deviner le mot de passe sur la console pour arrêter Mechagodzilla via une liaison satellite.
Godzilla et le Mecha se battent mais Godzilla, déjà épuisé à la suite de son combat contre Kong, est surpassé par la puissance de feu du titan mécanique. Jia dit à Ilene et Nathan que Kong est à l'agonie après son combat contre Godzilla. Nathan se sert de leur VATC comme d'un défibrillateur et l'utilise pour réanimer Kong. Jia le convainc ensuite de s'allier à son ancien ennemi contre le Mecha.
Godzilla et Kong font équipe contre Mechagodzilla. Initialement surpassés, Godzilla et Kong reprennent l'avantage lorsque Josh verse le whisky de Bernie sur une console de contrôle, ce qui interrompt momentanément Mechagodzilla. Kong profite de ce court instant pour récupérer sa hache, que Godzilla recharge avec son souffle atomique. Kong la projette contre leur ennemi commun et détruit Mechagodzilla.
Bernie, Madison et Josh retrouvent Mark, tandis que Godzilla se lève en se dirigeant vers un Kong qui pense que le Roi des Monstres cherche à en découdre de nouveau. Les deux titans s'observent. Kong laisse tomber sa hache, mettant un terme à la guerre que se livraient leurs congénères des millénaires auparavant tandis que Godzilla rugit vers le ciel, témoignant son respect à son ancien rival et repart vers l'océan.
Quelque temps plus tard, Monarch établit un poste de surveillance dans la Terre creuse, où Kong règne désormais mais pas pour très longtemps car un nouveau titan va faire son apparition 3 ans plus tard : Le Skar King.

## Fiche technique
Sauf indication contraire, les informations mentionnées dans cette section peuvent être confirmées par la base de données cinématographiques IMDb,  présente dans la section « Liens externes ».
- Titre original : Godzilla vs. Kong
- Titre français et québécois : Godzilla vs Kong
- Réalisation : Adam Wingard
- Scénario : Eric Pearson et Max Borenstein, d'après une histoire de Terry Rossio, Michael Dougherty et Zach Shields, d'après Godzilla et Mechagodzilla créés par Tomoyuki Tanaka et Tōhō et King Kong par Merian C. Cooper, Ernest B. Schoedsack et RKO Radio Pictures.
- Musique : Junkie XL
- Photographie : Ben Seresin
- Montage : Josh Schaeffer
- Décors : Tom Hammock et Owen Paterson
- Costumes : Ann Foley
- Production : Alex Garcia, Mary Parent, Brian Rogers et Thomas Tull
- Sociétés de production : Warner Bros. et Legendary Pictures
- Sociétés de distribution : Warner Bros. (États-Unis et France), Tōhō (Japon)
- Budget : 200 millions de dollars[réf. nécessaire]
- Pays de production :  États-Unis
- Langue originale : anglais
- Format : couleur — 2,35:1 — son Dolby Digital | Dolby Atmos | DTS | Dolby Surround 7.1 | IMAX 6-Track | Auro 11.1[1]
- Genre : science-fiction, action
- Durée : 113 minutes
- Dates de sortie[2] :
  - Asie : 24 mars 2021
  - États-Unis : 31 mars 2021 (au cinéma et sur HBO Max)
  - Canada : 31 mars 2021 (au cinéma et en vidéo sur demande)
  - France : 22 avril 2021 (en vidéo à la demande)
- Classification[3] :
  - France : tous publics avec avertissement
  - États-Unis : PG-13

## Distribution
- Alexander Skarsgård (VF : Julien Allouf ; VQ : Frédéric Paquet) : Nathan Lind
- Kyle Chandler (VF : Emmanuel Curtil ; VQ : Pierre Auger) : Mark Russell
- Millie Bobby Brown (VF : Clara Soares ; VQ : Marguerite D'Amour) : Madison Russell
- Rebecca Hall (VF : Audrey Sourdive ; VQ : Mélanie Laberge) : Ilene Andrews
- Brian Tyree Henry (VF : Baptiste Marc ; VQ : Didier Lucien) : Bernie Hayes
- Shun Oguri (VF : Adrien Larmande ; VQ : Nicholas Savard L'Herbier) : Ren Serizawa
- Eiza González (VF : Claire Morin) : Maia Simmons
- Julian Dennison (VF : Tom Trouffier) : Josh Valentine
- Demián Bichir (VF : Mathieu Lagarrigue ; VQ : Manuel Tadros) : Walter Simmons
- Kaylee Hottle : Jia
- Hakeem Kae-Kazim (VF : Jean-Paul Pitolin) : l'amiral Wilcox
- Ronny Chieng (VF : Adrien Lemaire) : Jay Wayne
- John Pirruccello : Horace
- Chris Chalk : Ben
- Lance Reddick (VF : Thierry Desroses) : le directeur de Monarch
- Drew Walton : David Lind
- Van Marten : l'assistant du Dr Chen
- Daniel Nelson : Hayworth
- Eric Petey : Kong (capture de mouvement, corps et visage)
- Zhang Ziyi : Dr Chen (coupée au montage)
- Jessica Henwick (coupée au montage)

## Production

### Genèse et développement
Legendary Pictures confirme au San Diego Comic-Con en juillet 2014 que l'entreprise a acquis les droits de Mothra, Rodan et King Ghidorah auprès de Tōhō. Le studio laisse alors sous-entendre les films à venir avec la phrase : « Conflit : inévitable. Laissez-les se battre ». En septembre 2015, Legendary annonce que le film Kong: Skull Island ne sera pas développé avec Universal Pictures. Au lieu de cela, il est produit en collaboration avec Warner Bros.. Cela a déclenché la spéculation des médias que Godzilla et King Kong allaient apparaître dans un film commun,.
En octobre 2015, Legendary dévoile ses plans et confirme que Godzilla et King Kong apparaitront dans un film intitulé Godzilla vs Kong, dont la sortie est alors prévue pour 2020. Legendary dévoile la création d'un univers cinématographique commun « centré autour de Monarch » (l'agence gouvernementale secrète apparue dans le Godzilla de 2014) et qui « rassemble Godzilla et le King Kong de Legendary dans un écosystème d'autres super-espèces géantes, à la fois classique et nouveau ». Alors que Legendary reste sous la coupe d'Universal, l'entreprise poursuit sa collaboration avec la Warner Bros. pour cette franchise. Plus tard, en octobre, il a été annoncé que Kong: Skull Island contiendra des références à Monarch.
En mai 2016, Warner Bros. annonce que Godzilla vs Kong sortira le 29 mai 2020 et que Godzilla 2 : Roi des monstres est repoussé de juin 2018 à mars 2019. En octobre 2016, Legendary annonce que Godzilla 2 : Roi des monstres sera tourné chez Oriental Film Metropolis à Qingdao, en Chine. Le même mois, il est révélé que Legendary réunit ses auteurs pour créer l'univers cinématographique commun Godzilla–Kong, avec Alex Garcia à la supervision du projet.
Au début de janvier 2017, Thomas Tull, fondateur de Legendary, démissionne de la tête de l'entreprise mais restera producteur de l'univers commun, alors nommé MonsterVerse. En mars 2017, Legendary réunit ses scénaristes pour développer l'histoire de Godzilla vs Kong.

### Distribution des rôles
En juin 2017, il est annoncé que l'actrice chinoise Zhang Ziyi rejoint le MonsterVerse et qu'elle aura un rôle pivot dans Godzilla 2 : Roi des monstres et Godzilla vs. Kong. En juin 2018, Julian Dennison (en) est annoncé, alors que Millie Bobby Brown et Kyle Chandler reprennent leurs rôles de Godzilla 2 : Roi des monstres.
Il est révélé que Legendary a proposé un rôle à Frances McDormand. En juillet 2018, il est annoncé Danai Gurira est en négociations.
En octobre, Brian Tyree Henry, Demián Bichir, Alexander Skarsgård, Eiza González ou encore Rebecca Hall rejoignent le film. En novembre 2018, Jessica Henwick, Shun Oguri et Lance Reddick sont annoncés.
Finalement, Zhang Ziyi et Jessica Henwick sont coupées au montage final.

### Tournage
Le tournage débute le 12 novembre 2018. Il a lieu à Hawaï et en Australie. Le titre de travail est Apex. À Hawaï, l'équipe tourne à bord de l'USS Missouri, près des chutes de Manoa ou encore dans le centre de Honolulu. En janvier 2019, la production se poursuit en Australie notamment à Gold Coast dans le Queensland et dans les Village Roadshow Studios,.
Des scènes sont également tournées à Brisbane. En avril 2019, le réalisateur Adam Wingard confirme sur Instagram que le tournage australien est terminé. Il annonce plus tard que les prises de vues ont eu lieu à Hong Kong

### Musique
En juin 2020, Tom Holkenborg est annoncé comme compositeur
Comme pour les précédentes bandes-annonces des films sur Godzilla de Legendary, le Requiem de György Ligeti est utilisé, suivi de Here We Go de Chris Classic,. L'album de la bande originale est publié par WaterTower Music le 26 mars 2021.
Liste des titres
1. Pensacola, Florida (Godzilla Theme) - 2:18
2. Skull Island (Kong Theme) - 7:24
3. Apex Cybernetics - 2:02
4. A New Language - 2:29
5. Just Now - 1:50
6. Tasman Sea - 9:30
7. Through There - 1:25
8. Antarctica - 2:36
9. Hollow Earth - 3:48
10. The Throne - 2:11
11. Lunch - 1:59
12. Nuclear Blast - 3:59
13. The Royal Axe - 4:48
14. Mega - 7:39
15. Hong Kong - 13:14

## Sortie et accueil

### Promotion
En mai 2019, la première affiche promotionnelle d'une feuille a été révélée à l'Expo sur les licences. En juin 2019, Warner Bros. a présenté un premier aperçu des exposants européens à CineEurope. En août 2019, il a été annoncé que Disruptor Beam développerait un jeu mobile à intégrer pour la sortie du film. En décembre 2019, un bref clip a été révélé lors d'une bobine de Warner Bros. à Comic Con Experience, puis a été divulgué en ligne. En janvier 2020, des images du Hong Kong Toys & Games Fair affichant des chiffres liés au film ont été divulguées en ligne. En février 2020, Tōhō et Legendary Pictures ont annoncé le programme de publication Godzilla vs Kong et les titulaires de licences. Grâce au programme d'édition, Legendary prévoit de publier deux romans graphiques, l'un après Godzilla et l'autre après Kong, un livre d'art, des romanisations et un livre pour enfants. Parmi les titulaires de licence nommés figuraient Playmates Toys, Bioworld, Rubies, Funko, 60Out et la Virtual Reality Company.
En avril 2020, des images de figurines de jouets ont été divulguées en ligne, révélant différentes formes pour Godzilla et Kong, Mechagodzilla et un nouveau monstre nommé Nozuki. En juillet 2020, des images de figurines et d'emballages Playmate avec un art conceptuel ont été mises en ligne. En décembre 2020, de brefs extraits du film ont été montrés pendant Comic Con Experience. En janvier 2021, des images plus brèves ont été incluses dans un aperçu de HBO Max. Le même mois, la première affiche du teaser a été mise en ligne, avec la confirmation de la date de sortie de la bande-annonce. La première bande-annonce complète est sortie le 24 janvier 2021. Il est devenu le plus grand début de bande-annonce de Warner Bros., gagnant 25,6 millions de vues en 24 heures sur YouTube; 15,8 millions de la chaîne Warner et 9,8 millions de vues supplémentaires à partir des chaînes secondaires du studio[réf. nécessaire].

### Cinéma et distribution numérique
Godzilla vs Kong sort dans les salles de cinéma de plusieurs pays le 24 mars 2021. Aux États-Unis, il sort le 31 mars, simultanément dans les cinémas et sur la plateforme HBO Max. Il est distribué en salles dans le monde entier par Warner Bros., sauf au Japon, où il sera distribué par Tōhō le 14 mai 2021. WarnerMedia diffusera le film pendant un mois sur HBO Max aux États-Unis. Regal Cinemas exposera le film avec une sortie limitée à sa réouverture le 2 avril 2021.
En France, Godzilla vs Kong devait sortir le 19 mai 2021, mais pour des motifs inconnus la Warner Bros France a décidé d'exclure le film d'une sortie en salle (promettant pourtant qu'elle ne le ferait pas).
La sortie du film a été retardée à plusieurs reprises : il devait auparavant sortir en 2020 les 13 mars, 22 mai, 29 mai, 20 novembre, et plus tard repoussé au 21 mai 2021 en raison de la pandémie de Covid-19. En février 2020, Warner Bros. a organisé un test de dépistage inopiné[Où ?] qui a reçu une réponse « majoritairement positive »[réf. nécessaire].
En novembre 2020, The Hollywood Reporter confirme que le film était envisagé pour une sortie en streaming. Netflix avait offert 200 à 250 millions de dollars mais WarnerMedia a bloqué l'accord en faveur de leur propre offre de sortir le film sur HBO Max. Cependant, Warner Bros. a répété que leurs plans de sortie en salles se dérouleraient comme prévu. Le PDG de WarnerMedia, Jason Kilar, et la présidente de Warner Bros., Ann Sarnoff, ont envisagé des options qui incluaient une sortie simultanée en salles et en streaming, une stratégie que Warner Bros. avait mise en œuvre pour Wonder Woman 1984. En décembre 2020, Warner Bros. a annoncé que le film, ainsi que leurs autres tentpoles prévus pour 2021, recevraient des sorties simultanées le jour même dans les cinémas et HBO Max, avec un accès d'un mois pour sa sortie en streaming[réf. nécessaire].
Une semaine après l'annonce, Variety et Deadline.com a rapporté que Legendary Entertainment, les financiers et les talents avec des accords backend[Quoi ?] n'étaient pas satisfaits des plans multi-versions et des intentions non transparentes de WarnerMedia. Legendary n'a pas été informé à l'avance de la décision de publication multiple ni n'a eu son mot à dire sur la façon dont Dune et Godzilla vs Kong seraient distribués. Le studio a prévu d'avoir des discussions avec Warner Bros. concernant un "accord plus généreux" mais une action en justice a été envisagée. Quelques semaines plus tard, Deadline.com a rapporté que le film pourrait conserver sa sortie sur HBO Max, mais seulement si Warner Bros. correspond à l'offre de 250 millions de dollars de Netflix. En janvier 2021, The Hollywood Reporter a révélé qu'une bataille juridique avait été évitée parce que Legendary et WarnerMedia étaient proches d'un accord pour maintenir la sortie simultanée du film[réf. nécessaire].

### Accueil critique
Godzilla vs Kong reçoit des critiques mitigées.
Sur l'agrégateur américain Rotten Tomatoes, le film récolte 46 % d'opinions favorables pour 373 critiques et une note moyenne de 2⁄5. Le consensus du site est « Justifiant carrément son titre, Godzilla vs Kong n'élimine pas le développement des personnages et la dramaturgie humaine pour offrir tout le spectacle que vous attendez de monstres géants qui se battent ». Sur Metacritic, il obtient une note moyenne de 62⁄100 pour 43 critiques.
Jamie Graham de Total Film attribue au film la note de 2,5 sur 5 en écrivant notamment : « Regarder ces célèbres monstres partager l'écran pour la première fois depuis King Kong contre Godzilla en 1962, dans une série de batailles savamment chorégraphiées, est vraiment peu impressionnant, vous ne pouvez pas vous empêcher de souhaiter que l'écran mesure 30 pieds de haut dans votre cinéma local. »[réf. nécessaire]
John Nugent du magazine Empire lui attribue la note de 2 sur 5 : « Godzilla Vs. Kong tient principalement sa promesse d'un gros monstre combattant un autre gros monstre. Cela dépend juste de savoir si vous êtes prêt à vous asseoir à travers les orteils. » Dans sa critique pour The Age, Jake Wilson note le film 2,5 sur 5 et écrit notamment : « [...] le réalisateur Adam Wingard a commencé à faire des films d'horreur spirituellement brutaux à petit budget avant de devenir un soldat de studio à louer. Absolument aucun signe de son ancienne personnalité n'est évident ici. »

### Box-office
| Pays ou région        | Box-office                       | Date d'arrêt du box-office | Nombre de semaines |
| --------------------- | -------------------------------- | -------------------------- | ------------------ |
| États-Unis            | 100 916 094 $                    | 1er juillet 2021           | 14                 |
| Chine                 | 188 700 000 $ 32 668 647 entrées | 14 mai 2021                | 8                  |
| Total hors États-Unis | 367 300 000 $                    | 1er juillet 2021           | 14                 |
| Total mondial         | 468 216 094 $                    | 1er juillet 2021           | 14                 |

Une semaine avant sa sortie aux États-Unis, Godzilla vs Kong sort dans près de 38 pays. Selon les estimations, il devrait rapporter environ 70 millions de dollars au cours de ses cinq premiers jours[réf. nécessaire]. En Chine, où il devrait faire ses débuts à environ 50 millions de dollars, le film a rapporté 21,5 millions de dollars (140 millions de RMB) le premier jour.
Variety estime que le film rapporterait environ 23 millions de dollars lors de son premier week-end d'exploitation sur le sol américain, contre un potentiel d'environ 68 millions de dollars sur un marché pré-COVID.